# محطة قطار سكاربورو
محطة قطار سكاربورو (بالإنجليزية: Scarborough railway station)‏‏ هي محطة قطار في سكاربورو، شمال يوركشاير في المملكة المتحدة، تُشغلها قطارات إيست ميدلاند. افتُتحت هذه المحطة في 7 يوليو 1845، ويبلغ عدد مسارات أرصفتها 5.